# 谱系图
谱系图或称系谱图、族谱图、世系图、家系圖、家族树，是一种描绘家庭关系的树状结构图，每个树中的成员可以找到与其他相关树中的同一个人联接起来，共同构成一个巨大的网络家谱。许多复杂的家族树应用于医学、系谱学和社会工作当中，被称之为genograms。